# Mildella
Mildella, rod papratnjača iz potporodice Cheilanthoideae, dio porodice bujadovki (Pteridaceae), raširen po Meksiku i Srednjoj Americi i Karibima; jedna vrsta u Kini. Postoje dvije priznate vrste

## Vrste
1. Mildella fallax (M.Martens & Galeotti) G.L.Nesom
2. Mildella intramarginalis (Kaulf. ex Link) Trevis.